# Promachus hinei
Promachus hinei là một loài ruồi trong họ Asilidae. Promachus hinei được Bromley miêu tả năm 1931. Loài này phân bố ở vùng Tân Bắc giới.